# Naja mandalayensis
Naja mandalayensis eller Burmesisk spottkobra är en ormart som beskrevs av Slowinski och Wüster 2000. Naja mandalayensis ingår i släktet Naja och familjen giftsnokar. Internationella naturvårdsunionen kategoriserar arten globalt som sårbar. Inga underarter finns listade i Catalogue of Life.
Denna orm förekommer i centrala Myanmar. Den lever i torra skogar och i andra torra landskap med akacior.